# Glicoproteínas anticongelantes
Las glicoproteínas anticongelantes (AFGPs) constituyen las principales fracciones de las proteínas en el suero sanguíneo de nototenoideos de la Antártida y el bacalao en el ártico. Cada AFGP consiste en un número variable de unidades de repetición de (Ala-Ala-Thr)n, con menores variaciones en la secuencia y el disacárido beta-D-galactosil.Estos compuestos permiten a los peces sobrevivir en los océanos polares bajo cero, poco se sabe acerca del mecanismo de inhibición del crecimiento de hielo por las AFGPs  y no hay un modelo definitivo que explique sus propiedades. Aquí se resumen  las propiedades estructurales y físicas de las AFGPs .
La degradación de los hidratos de carbono estándar confirma el papel de parte de los hidroxilos del azúcar de la actividad anticongelante.
El reciente éxito en la síntesis de smallAFGPs utilizando métodos de solución  y química de fase sólida proporciona la oportunidad de realizar estudios clave que clarifiquen la importancia de losresiduos y los grupos funcionales necesarios para esta actividad.
Los estudios genéticos han demostrado que  las AFGPs en las dos regiones geográfica y filogenéticamente distintas como la  Antártida y el Ártico se han desarrollado de forma independiente, en un raro ejemplo de la evolución molecular convergente.
La capacidad de modificar el tipo y la forma de crecimiento de cristales y proteger membranas celulares durante las transiciones de fase de lípidos han resultó en la identificación de un número de aplicaciones potenciales de AFGPs como aditivos alimentarios y en la crioconservación y almacenamiento hipotérmica de células y tejidos.
- Datos: Q97180618